# Аданкур ле О Клоше
Аданкур ле О Клоше (фр. Hadancourt-le-Haut-Clocher) насеље је и општина у североисточној Француској у региону Пикардија, у департману Оаза која припада префектури Бове.
По подацима из 2011. године у општини је живело 367 становника, а густина насељености је износила 42,33 становника/km². Општина се простире на површини од 8,67 km². Налази се на средњој надморској висини од 150 метара (максималној 207 m, а минималној 109 m).

## Демографија
| 1962. | 1968. | 1975. | 1982. | 1990. | 1999. | 2011. |
| ----- | ----- | ----- | ----- | ----- | ----- | ----- |
| 131   | 132   | 184   | 221   | 304   | 355   | 367   |

График промене броја становника у току последњих година